# ラストストーリー
『ラストストーリー』（THE LAST STORY）は、任天堂より2011年1月27日に発売されたWii用のコンピュータRPG。略称は『LS』『ラススト』など。ヨーロッパでは2012年2月24日、アメリカでは2012年8月14日に発売された。

## 概要
坂口博信を代表とするゲーム製作スタジオミストウォーカーが製作、システム部の開発をAQインタラクティブが行う。
ミストウォーカー製作での任天堂発売タイトルは『ASH -ARCHAIC SEALED HEAT-』に続き2作目で、今作においてディレクターを務める坂口は『ファイナルファンタジーV』以来18年1ヶ月振りにRPG作品のディレクターを担当する事となる。
開発は既存のRPGのシステムから逸脱し、新たなRPGの形を求めて一からの挑戦を行いたいと言う坂口の意志の下、約1年に渡るシステム構想や9ヶ月間もの長期に渡るデバッグを含め、完成まで3年半の年月を費やしたと、任天堂のウェブページおよび本作のプレゼンテーションにてメインスタッフは語っている。
このような経緯もあり、『ラストストーリー』というタイトルは、かつて坂口が同じような苦境に立ちながら手がけていた『ファイナルファンタジー』シリーズの第1作目と同様、「ここで最後（の作品となっても）でも後悔しない」という想いから付けられたものである。
パッケージソフト単体での販売に加え、ソフト、Wii本体、Wiiリモコンプラス、クラシックコントローラーPRO（Wii本体、コントローラー共にカラーは白色）のセット版『THE LAST STORY スペシャルパック』が同時発売された。どちらの商品においても、早期購入者には共通の特典としてビジュアルブックとミニサウンドトラックCDのセット『ELEMENTS OF THE LAST STORY』が購入時に配布される。
発売週の売上はメディアクリエイト調べ、アスキー総合研究所調べで約11万本を記録し、家庭用ゲームの週間売上ランキングで1位となる結果を残した。
『みんなのニンテンドーチャンネル』内の「みんなのおすすめ」では、2011年12月の時点でブロンズランク（おすすめ度80-85%）を獲得している。

## 沿革
2009年4月頃、ミストウォーカーホームページ内の開発コラム上にて次回作についての記述がされ、翌年2010年1月29日、同コラム上で正式タイトルが発表されると共に、任天堂公式ホームページにティーザーサイトが開設。後、公式サイトがオープンする。
初期の公式サイトでの更新内容はイメージボードの公開やコラム連載による更新が大半で、画面写真等のはっきりとした視覚的な情報はこの時点では極数点に留められていたが、7月にトレーラー映像第1弾が公開。続く10月には第2弾が公開された。第1弾は世界観、戦闘シーンや街並みを中心にしたゲーム部を紹介する内容、第2弾は登場人物の台詞による物語部分を中心にした内容となっている。
トレーラー映像第1弾では当初映像の最後に2010という表記があり、2010年内の発売をトレーラー上で謡っていたが、開発期間の延長により、発売日は翌年に繰り越しとなった。そのため同トレーラー内の2010表記は発売日が確定した後に、2011.1.27という表記に修正されている。
発売予定日の2011年1月27日から、丁度1ヶ月前にあたる2010年12月27日、同日14時よりディレクター坂口本人による本作のプレゼンテーションが開催され、この模様は公式サイトおよびUstream上にてインターネット中継された。このプレゼンでは1時間程度の坂口の実際のプレイを交えながらの説明、主要スタッフによるトークセッション、対戦プレイデモと続いて、突如任天堂社長の岩田聡が乱入（途中までUstreamで見ていたという。坂口らも全く知らされていなかった）、予定にはなかった『生「社長が訊く」』が開催された。中継終了後には公式サイトの更新が行われた。冒険の舞台となるルリ島内部の各所要地の画像、実際のゲームプレイを交えての戦闘システムの紹介映像等といった新たな画像や映像を交えつつ、これまでの情報を解り易く整理された。
2011年1月14日、公式サイトにて新たに坂口博信実演によるデモンストレーション映像公開の告知が発表された。同年1月20日、21日、24日の三日間に渡り、ギャザリング、バトルシステム、ルリの街の3点についてのデモ映像の公開となり、いずれの日程も14時より公開された。
1月19日からのTVCM4では、吉本興業の芸人達（ロンブー亮、アジアン馬場園、野性爆弾、オリエンタルラジオ）が全身タイツを着用しコント風にギャザリングを再現している。

## ゲームシステム
基本的に主人公のエルザを操作してストーリーを進めていくコンピュータRPGではある。戦闘は坂口博信が本作までに手がけてきたようなターン制の戦闘ではなく、リアルタイムに進行する戦闘システムとなっている。
戦況の行方を左右する要素として『混沌』と『秩序』という2つのテーマを基にして構築されたアクティブな戦闘システムが本作の特徴の一つであり、主要な戦術として、地形を破壊して敵にダメージを与える、主観視点よりボウガンで狙い撃つ、主人公であるエルザの特殊能力『ギャザリング』（後述）を利用する、等が挙げられる。

### 基本操作
カメラリセット
プレイヤーの操作によって移動したカメラの位置を初期状態の俯瞰状態に戻せる。
ハイドと乗り越え
プレイヤーの操作によって障害物を使って隠れる事が出来る。
隠れた状態から再び操作すると元の姿勢に戻る。
また、一部の障害物ではハイドを応用した操作で障害物をそのまま乗り越えることも可能。
敵への攻撃
本作ではプレイヤーは敵に近づくだけで自律的に攻撃を加える（オート戦闘）。
ただしオプション項目によってマニュアル操作にも切り替えられる。
ガード
戦闘中にのみガードが可能で、敵の攻撃を防御出来る。
通常攻撃、魔法攻撃の被ダメージを軽減。
注目モード
肩越しの視点となり、カメラを自由に動かせる状態となる。
画面内にチェックするべき要素がある場合自動的に画面左下にSEEKの表示が現れ、調べられる場所に白くコンテナ表示が現れる。
利用できる地形や大型モンスターの弱点を探す、といったことができる。
ギャザリング
ギャザリングの効果については戦闘システムのギャザリングを参照。
ダイブ
敵の攻撃を回避出来る。

### 戦闘システム
基本的には最大6人が同時に参戦するパーティ構成となり、進行に応じシーンごとに参加するキャラクターや人数はその都度変化する。ストーリーモードでは、基本的にプレイヤーが操作するのは主人公のエルザであり、その他のメンバーは手動による魔法や技のコマンド入力を除き、自律的に動くため、セミオート戦闘となる。ただし、進行上その都度導入されるクエスト毎にエルザ以外のキャラクターを操作できる場面もある。
リアルタイムである本作の戦闘だが、味方キャラクターの行動を指定するコマンド入力中には一時的にキャラクターの動きが停止する。コマンド入力にはあらかじめ使用回数に制限があり、この回数は戦闘中に特定の条件を満たす事で再度使用が可能となる。
ギャザリング
敵の注目の方向は画面上では『ポインター』と呼ばれる線によって表示され、各敵が誰に対して攻撃を加えるかという様子が判別できる仕組みとなっている。
『ギャザリング』はこの注目を自分に引き寄せる特殊な能力で、ある場所に集まった注目を使用者の方へと強制的に集中させる事で、味方が戦いやすい状況を作る事を旨としたシステムである。
周辺の敵全員の攻撃を一手に引き受ける事もあり、使用時は非常にリスクが高い反面、ギャザリング発動時は味方の魔法詠唱速度が2倍になる、敵に攻撃を加えるとわずかながらHPが回復するといった見返りもある。
ギャザリング使用中、敵の攻撃をガードし続けるとその分力が蓄積し、ある程度溜まった状態から『ギャザリングバースト』という固有の逆転技を発動可能となる。
周囲の敵にダメージを与えるほか、移動速度低下などの追加効果を付与する事が出来る。
魔法サークルを利用した戦術
本作の味方側のキャラクターの多くは魔法を所有しており、プレイヤーのコマンド入力等を通じて使用する事が出来る。
魔法の詠唱にはある程度の時間を要するが、各キャラクターが詠唱を完了し魔法を発動した際、着弾地点には『魔法サークル』という円状のエフェクトが発生する。
この円の内側にプレイヤーが立つ事で、その魔法属性を武器に宿らせる事が出来る。
発生した魔法サークルはエルザが使用する風魔法を当てることで、周囲にその効果を拡散させる事が可能で、円が2つ以上重なっている状態で拡散すれば同時に効果が発動する。
エルザの持つ風魔法の拡散効果は味方サイドのサークルだけでなく、敵側の魔法サークルに当てる事も出来、この場合は敵が生み出した魔法サークルを消滅させる、といった効果が発生する。
魔法を所有するプレイヤーキャラクターはエルザの場合は風魔法、ユーリスの場合は炎魔法、といった具合に各々が所有する魔法の属性がはっきりと区別され、これらはそのまま各人の使用可能な魔法の特性や個性へと直結している。
テンション技
魔法とは別にキャラクターはそれぞれ固有のテンション技を所持しており、これは戦闘中にテンションゲージが溜まることで使える。
テンションゲージは戦闘中の行動と共に少しずつ溜まっていく。
戦闘不能時
HPが0になったキャラクターはダウン状態となり戦闘不能になるが、主人公であるエルザがギャザリング使用中に戦闘不能となったキャラクターに接触すると、一定時間能力が強化された状態で復活する。ただし、味方側の各キャラクターには生命力を現すHPゲージとは別にLIFEストックが存在し、復活の際にこのストックが消費される。
LIFEのストックが全てなくなったキャラクターはその戦闘中の復活ができなくなる。

### その他のシステム
装備品関連
装備品についてはいくつかのものは店頭で購入する事が出来るが、基本的な入手方法は宝箱から入手する、または敵から奪うといった方法も存在する。
武器防具問わず装備品には性能品質の要素が存在し、同じアイテムでも良性能のものにはアイテム名の隣に『+1』、『+2』等と付与される。
メインとなる武器以外にも、注目モードから使用できるサブウェポンとして、敵を牽制したり、一方的に狙い撃ち注意を惹く事が出来るボウガンが存在する。
ボウガンの矢には基本的には弾数制限があり、無制限に使用できる標準装備の矢となる『アロー』以外にも、魔術師タイプの敵に大ダメージを与える『ウィザードキラー』、NPC等を狙い撃つ事で転倒させられる『いたずらバナナ』などの様々な種類がある。
装備品には装着時、見た目が反映される着せ替えのシステムが存在し、大まかには上半身と下半身それぞれでの脱着が可能。
さらにゲーム内で手に入る染色アイテムを使う事で各部位の着色も可能。これによりキャラクター一人一人の見た目に個性を持たせることが出来る。
サモンサークル
フィールド上の特定の箇所に出現。
ギャザリングを発動させると任意で敵を呼び出せる。
物語進行上の戦闘と同じく、討伐する事で経験値やアイテムを入手することが可能。
砲弾
フィールド上に落ちていることがある。
砲弾を掴み、狙いを定め、砲弾を放すと狙った場所に着弾。
着弾地点には魔法サークルと同じような円が展開し、この上に乗る事で効果が発動。
サークルの色として赤と白の2色が現時点では判明しており、赤は爆発による周辺ダメージ、白はHP回復効果がある。

### オンラインモード
シングルプレイ以外の要素として、Wi-Fiを利用した通信プレイ要素が用意されており、通信環境を整えることで最大6人でのプレイが可能だった。通信プレイ専用のモードとして、参加者同士が協力して敵に挑む『討伐』、参加者同士で戦うことでその順位を競う『乱闘』の2種類のモードが存在する。
しかし、2014年5月20日23:00をもって、WiiのWi-Fiコネクションサービスが終了したため、現在これらのモードは利用できなくなっている。
討伐
最大参加人数は6人。
参加者同士で協力し出現するモンスターを討伐するオンライン専用モード。このモードでは本編でのプレイヤーの装備が反映される。
討伐に成功すると、倒したボスにちなんだアイテムがそれぞれに配られ、これらは本編にて活用できる。
乱闘
最大参加人数は6人。個人戦とチーム戦の2種類が用意されていた。
ゲーム中に登場するキャラクター（基本的にはストーリーモードで味方となるキャラクター）から一人を選び、個人、或いはチームに分かれて制限時間内を戦い抜き、総合的な戦果による順位を競うオンライン専用モード。
プレイヤーが操作するキャラクターと参加者及び同時参加人数、バトルフィールドを選択後に戦闘開始となる。
ストーリーモードにおいての特殊能力ギャザリングは本モードでは使えないが、一部の魔法、ジャンプ斬り等、キャラ固有のスキルは使用可能な様子がプレゼンテーション映像から確認されている。
制限時間は5分設定で、相手を倒すと得点、自分が倒れると失点となる。
対戦終了後、各プレイヤーに成績に応じた名声ポイントが加算され、この数値に応じてプレイヤーの称号が変化する。また終了後には全員に何らかのアイテムが配布される。順位によってはレアなアイテムが手に入ることもある。
この時取得したアイテムはそのままストーリーモードへの持ち込みが可能。

## 登場人物

### メインキャラクター
エルザ
声 - 宮野真守
本作の主人公。騎士になることを夢見る青年。盗賊団の襲撃によって幼い頃に身寄りを失い一人放浪する最中クォークと出会い、傭兵となって戦いに明け暮れていた。ルリ島での最初の任務の折、エルザをかばってセイレンが負傷した際、孤独を恐れるエルザの感情に異邦の者の「孤独」の感情が共鳴し、ギャザリングの能力を獲得する。
少年の時から憧れ続けてきた騎士の世界の本当の醜さ、貴族間の権力闘争の道具にされる騎士という存在に絶望し、戦う意味を見失いかけるが、「何のために騎士になろうとしていたのか」を思い出し、カナンと仲間を守るため、再び立ち上がる。
権力と名声に固執するあまり暴走したクォークと袂を分かち、ルリ城の中枢部で対峙。自我を乗っ取られて異形の存在と化したクォークにとどめを刺した。
カナン
声 - 折笠富美子
本作のヒロイン。ルリ島の領主アルガナン家の姫君。本来なら彼女がアルガナン家の正統な後継者のはずだったが、カナンが幼いときに先代アルガナン伯爵（現アルガナン伯爵の兄）が急死したために叔父のアルガナン伯爵の管理下の元、城に幽閉されている。アルガナン家に伝わる異邦の力を操ることができる。戦闘では光属性の魔法及び回復の魔法を使用する。
城を抜け出して街を散策する、狼藉を働く騎士に説教をする、幽閉されたエルザの脱獄に手を貸すなど、大胆で行動的な性格だが目的のために非情になりきれない優しさのせいで情に流されて暴走することが多々あり、自分の勝手な行動にエルザたちを巻き込んでしまったことを後悔することもあった。
クォーク
声 - 石塚運昇 / 幼少期 - 成家義哉
傭兵団のリーダー。エルザの兄貴分として幼少の頃からエルザと共に行動をしている。世間では傭兵は騎士に比べて一段劣った存在だと認識されており、そのために受ける迫害に苦悩し続けた結果、名声と権力に強く固執するようになる。
エルザの能力を見て異邦の者の存在を知り、敵対関係にあるザングルグと取り引きし、自らの計画のジャマになるトリスタを暗殺。その後、トリスタの死を利用してエルザを目の敵にするジルを謀略に嵌めて始末する。
その本当の目的は、取引したザングルグをエルザたちに始末させ、自らが異邦の力を手中に収めることだった。
ザングルグにとどめを刺して異邦の力の一部を手に入れることに成功し、エルザたちとルリ城の中枢部で対峙する。異邦の者に自我を乗っ取られ、異形の姿に変貌して襲いかかるも、もう一方の異邦の者の力を手に入れたエルザに剣で体を貫かれて敗北、「俺を止めてくれてありがとう」とメッセージを残して息を引き取った。
なお、クォークが常に携えているが決して使用しない背中の剣は、エルザとクォークが傭兵団を立ち上げた際、装飾用の切れない剣であることを知らずに購入してしまったものである。クォークを倒した後に入手でき、「トライヴ」という名称になっている。
セイレン
声 - 豊口めぐみ
エルザ達の傭兵団の一員。大酒のみで口も悪いが仲間を想う優しい一面も持つ。傭兵団のムードメーカーであり、斬り込み隊長。
実はルリ島が存在している帝国に攻め滅ぼされた南方の小国の出身。それ故、帝国の騎士、貴族、そして国が滅びる時に我先にと逃げ出した「男」という存在に不信感を抱いている。
軽薄な態度を取るジャッカルに食ってかかるが、幾多もの戦場を共に駆け抜ける間に次第に別の感情を抱き始める。
ユーリス
声 - 下野紘
口数が少なく無愛想な少年。傭兵団では最年少だが、魔法の腕は一級品（本気を出した時、クォークが張った異邦の障壁を一撃で粉砕するほどの威力）。天涯孤独で傭兵家業は生きるための手段と割り切っている。
とある島の武人の家に生まれたが、父親が闘いのさなかに突如失踪し、それがきっかけであらぬ噂や誹謗中傷にさらされ、郷里を離れることとなる。そのような経緯もあり、当初は常に斜に構え、エルザたちにもひねくれた態度をとっていた。
ストーリー序盤でグルグ族の船を奪取してルリ島への帰還を試みた際、船の修理のために立ち寄った島で行方不明になったはずの父の船が難破して放棄されているのを発見し突入する。巣食っていたモンスターの攻撃によって毒に冒され死にかけるが、エルザの機転によって一命を取り留め、さらに父の失踪の真相を知ったことで、距離を置いていたエルザたちにも次第に心を開いていくようになる。
常に右目に掛けてある眼帯は、人体実験の媒体としてある魔導師に差し出した結果手に入れた強大な魔力を封印するためのものであり、普段は決して外すことはない。
普段の冷静さとは裏腹に幽霊の類が非常に苦手。怪奇現象に直面するとパニックを起こす。
ジャッカル
声 - 藤原啓治
エルザ達の傭兵団の一員。軟派な性格で、美女とみたら即刻口説き始めるほどの女たらし。
帝国内のとある貴族の家の長男だが、家督を弟に譲り、傭兵団に身を置いて享楽的な日々を送っている。
その性格故にセイレンとは犬猿の仲だが、軽口をたたきつつもなんだかんだで信頼しているようで、ジャッカルのからかいに対しセイレンが突っ込みを入れるのが定番のやりとりになっている。
剣と氷属性の魔法を駆使して戦うオールラウンダー。
飄々としてつかみ所のないように見えるがその実優れた洞察力と胆力を備えた傑物であり、ロッタの妻を捜索するために貴族の館に突入した際は、黒い骸骨にクォークが連れ去られて仲間が動揺する中唯一人冷静に仲間を落ち着かせ、自らが黒い骸骨に襲われて救出された際も、冗談を飛ばして仲間を安心させていた。
クォークが仲間から離脱した後は年長者としてまとめ役となり、頼れる兄貴分としてエルザ達を導いてゆくこととなる。
ルリ城中枢部におけるゼーシャとの決戦の際、ゼーシャの放った不意打ちの一撃からセイレンを庇って瀕死の重傷を負う。そのまま戦死したかに思われたが、クォークが遺したと思われる異邦の力によって奇跡の生還を遂げ、崩落するルリ城地下から仲間達とともに脱出した。
マナミア
声 - 能登麻美子
神秘的で達観した物言いをする美しい少女。いわゆる天然ボケ気味の性格。一方その外見に反し人間の限界を超えたような食欲を持つ（一般的な男性の約16倍）。その大食いで傭兵団の懐事情を悩ませている。
森で神獣に育てられた過去があり、その神獣を死に至らしめた大地の荒廃の原因を調査していた。
戦闘では森属性の魔法及び回復魔法を操る。
上記の6人を含めた7人の中で唯一、ストーリー上でプレイヤーが操作する事のないキャラクター。

### サブキャラクター
アルガナン伯爵
声 - 石井康嗣
ルリ島を代々治めてきた現在のアルガナン家の当主を務めている。知略に長け野心あふれた性格で、クォーク傭兵団の雇い主。
表面上はルリ島の島主として人格者を装っているがその本性は狡猾かつ残忍な野心家。カナンの父である先代アルガナン伯爵の急死に関しても黒い噂が絶えない。
皇室に連なる名家、ランバルト家の御曹司であるジルとカナンを政略結婚させ、没落したランバルト家の名誉を回復する代わりに皇室へのコネを作ろうと画策したが、異邦の者に選ばれたエルザが現れるとあっさりジルを切り捨ててエルザに接近、異邦の者を利用してグルグ族を滅ぼし、帝国、ひいては全世界を手中に収めようと目論んだ。
3度目のグルグ族襲来の際、砲台基部にあった異邦の者を暴走させ、巨大なエネルギーを引き出そうとしたが、暴走した異邦の者にエネルギーを吸い尽くされて絶命した。
トリスタ将軍
声 - 立木文彦
元帝国軍の最高司令官。戦争と大地の荒廃の関係に目を付け旅に出、騎士として優れた人材を見いだし育成する傍ら自らの足で得た情報と仮説を頼りにルリ島を訪れる。
心技体を兼ね備え多くの武功を得た武人の鑑と言える高潔な人物だが、エルザが濡れ衣を着せられて投獄された際は面会にきて励ますために冗談を飛ばすなど茶目っ気もある。
傭兵という卑しい身分にありながら、名誉のためでも金のためでもなくただひたすら大切な者を守るために剣を振るい続け、騎士を目指し続けるエルザの姿勢に優れた騎士の素養を見いだし、エルザの弟子入り志願を受け入れて試練を課す。課された4つの試練を乗り越えて試練の塔の最上階にたどり着いたエルザの前に自ら5つめの試練として立ちふさがりエルザを試すが、あまたの苦難を乗り越え一人の「騎士」として大きな成長を遂げたエルザの前についに敗北。エルザの成長の証を見届け、エルザに自らが大切にしていた騎士の勲章を手渡す。
クォークがザングルグと取り引きしていたことに気づいてエルザに警告しようとするも、計画の発覚を危惧したクォークにグルグ族２度目の襲撃のどさくさに紛れて暗殺されてしまうが、エルザに受け継がれた騎士の勲章が後にストーリー上で重大な役目を果たすこととなる。
ザングルグ
声 - 中田譲治
人間と対立している亜人種であるグルグ族の頂点に立つ王。2つに分かれた異邦の者のうち、「怒り」の感情をもった片割れと呼応し、エルザと同等の力を手に入れた。
傲岸不遜で目的のために手段を選ばない残忍な人物だが、ルリ城地下に侵攻した際は落命したゼーファの死を悼み、時間稼ぎのためにゼーシャを後に残した際は「死ぬな」と身を案ずるなど完全な悪人とも言い切れない面を覗かせる。
ルリ島最初の襲撃の際に姿を現してエルザと交戦。まだ異邦の者の力を持っていない頃だったにもかかわらずその圧倒的な戦闘能力でギャザリングを扱うエルザを叩きのめし圧倒的な存在感を示したが、土壇場でカナンが異邦の者の力を発現したことでエルザの能力が活性化し始め趨勢が変わる。異邦の者の強大な力を目にした彼はいずれ同等の力を手にしてみせると言い残して去って行った。
3度目の襲来の際にはエルザと同じ「ギャザリング」の能力を獲得。エルザに力を与える「孤独」の片割れをも手中に収めるべくルリ城へと侵攻し、ついにエルザと宿命の再戦を果たす。自身の持つ高い戦闘能力と新たに獲得したギャザリングの能力でエルザたちと互角以上に戦うが力及ばず敗北。
最期は異邦の者の力が宿った自らの腕を切り落とし、腕だけになっても這っていこうとする執念を見せたが、現れたクォークに剣で貫かれて消滅した。
ゼーファとゼーシャ
声 - 丹沢晃之（ゼーファ）、御園行洋（ゼーシャ）
ザングルグの側に仕える側近。紫色のオーラを纏っているのが魔法攻撃を得意とする兄のゼーファで、赤いオーラを纏っているのが剣による白兵戦を得意とする弟のゼーシャ。ゼーファは「ノースウイング」「サウスウイング」、ゼーシャは「ウエストウイング」「イーストウイング」という名の2振りの剣をそれぞれ所有しており、ザングルグほどではないが異邦の力を得たエルザ達すらも圧倒するほどの戦闘能力を持つ。
ザングルグに絶対の忠誠を誓っており、行く先々でザングルグのサポートに回る。
3度目の襲来の際にもザングルグに同行しており、ザングルグが異邦の者を掌握するまでの時間を稼ぐべくエルザ達の前に立ち塞がるが敗北。命を落とした。
タシャ
声 - 高橋広樹
トリスタ将軍を師とし、共に旅をしている若き騎士。剣の腕と潜在能力はトリスタに匹敵するとも言われるほどで自身もトリスタを凌ぐ騎士を目指している。
生真面目で信義に篤い、師匠のトリスタにも劣らない高潔な性格だが自らの騎士という立場に強い誇りを持っているため当初は戦いを金稼ぎの手段とする傭兵を卑しい者として蔑んでおりセイレンと小競り合いを起こしたこともあったが、仲間のために剣を振るうエルザの姿勢を見続けるうちに考え方が変わり、エルザを一人前の騎士として認めて一目置くようになる。
3度目のグルグ族襲撃の際は、周囲の騎士が逃げ去る中市民を守るために一人グルグ族の集団の中で戦い続けるが、遠距離からの矢の一撃を食らい倒れる。エルザ達に後を託して生死不明となったが、ゲームクリア後に生存していたことが判明、エルザと再会する。
ジル
声 - 石田彰
カナンの婚約者。皇室にも連なる名家、ランバルト侯爵家の御曹司だが、ランバルト家は現在没落してしまっており、家の復権のためにカナンと政略結婚することになった。
傲慢で自己中心的な性格だが本人は自衛すらまともにできないほどの臆病者（物語序盤では襲撃してきたグルグ族を目にし、目の前のカナンすらも見捨てて自分だけ逃げ出す醜態を晒した）。また自分にとって不都合な事実を知っている者に濡れ衣を着せて投獄するなど権力をかさにきて傍若無人な振る舞いをする典型的な小物である。そのため婚約者であるカナンからは忌み嫌われており、そのことが後に彼の精神を歪めていくことになる。
カナンと親密な関係にあったエルザを目の敵にし二度にわたって濡れ衣を着せて始末しようとしたが、異邦の者の力に目をつけたアルガナン伯爵に見捨てられ、あげくクォークの謀略にはまって幽閉されることとなる。
自分の味方だったはずのアルガナン伯爵にすら見捨てられ、あらぬ罪まで着せられて投獄されたことによりでひたすら世界のあらゆる物へと憎悪を向け続けるようになり、グルグ族3度目の襲来の時に脱獄、エルザに復讐するべく探し回っていたところでザングルグに遭遇（このとき立ち塞がるザングルグに本来臆病なはずの彼が「退け」と怒鳴って殴りかかるなど追い詰められた精神状態が垣間見えるシーンがある）。魔剣「エンペラー」を渡される。
その後、エンペラーの呪いによって身体を侵蝕された状態で再登場。理性は完全に崩壊しており、エルザや自身を裏切ったアルガナン伯爵、自身を蔑んだ目で見たカナンへの憎悪を叫びながらエルザへと襲いかかるが敗北。
最期は自らの持つエンペラーに身体を貫かれ、「僕はただ…しあわ…」と言いかけトレードマークの青いバラを残して消滅した。
ロッタ
声 - 四反田マイケル
エルザ達が宿を取る酒場のある通りの角に店を構える鍛冶職人。考古学者でもあり、遺跡にかけられたトラップを解除したり鍵の構造を把握して突破したり等器用な面を見せるほか、ゲーム中で唯一装備品にかけられた呪いを解除する「解呪」の技術を持っている。
誘拐された妻を取り戻すために怪現象が頻発すると言われる町外れの貴族の館に侵入しようとするも失敗し、エルザ達とほぼ同時期に投獄されてしまう。
紆余曲折あって妻を取り戻した後は直接ストーリーには関わらないが、ストーリー終盤ではグルグ族が編み出した転移魔法を利用して主人公達のサポートに回る。

## 海外展開
北米市場においては、2011年6月、 北米の任天堂ゲームファングループがアピールの一環として本作を含むRPG3作品の発売を任天堂のアメリカ法人に要望する運動『オペレーション・レインフォール』（英語版）が行われていた。その後本作は、XSEED Games（英語版）によるローカライゼーションの後発売された。

## スタッフ
- ディレクター・シナリオ：坂口博信
- 制作：松本卓也
- キャラクターデザイン・コンセプトアート：藤坂公彦
- サウンド：植松伸夫
- プロデューサー：武久豊
- シニアプロデューサー：波多野信治
- エグゼクティブプロデューサー：岩田聡

## 主題歌
「翔べるもの」
作詞：坂口博信
作曲：植松伸夫
歌：カノン

## サウンドトラック
『THE LAST STORY Original Soundtrack』
2011年2月23日発売
枚数：3
品番：DERP-10012～10014
初回仕様限定:三方背スリーブケース付
作曲：植松伸夫
音楽制作・発売：DOG EAR RECORDS
販売：ソニー・ミュージックディストリビューション